# 光囊紫柄蕨
光囊紫柄蕨（学名：Pseudophegopteris subaurita）为金星蕨科紫柄蕨属下的一个种。